# Alto das Oliveiras
Alto das Oliveiras é um bairro da área urbana do município de Telêmaco Borba, no Paraná. De acordo com o Instituto Brasileiro de Geografia e Estatística (IBGE), sua população no ano de 2010 era de, pelo menos, 1 561 pessoas.
O bairro Alto das Oliveiras se confunde geograficamente com o bairro Socomim, pois ambos foram crescendo juntos sem uma delimitação específica até então. Hoje, além do bairro Socomim, o bairro Alto das Oliveiras faz divisa com os bairros Monte Alegre, Nossa Senhora do Perpétuo Socorro e Centro, além de estar também próximo do Jardim União e Jardim São Roque.

## História
Com a necessidade de implantar um núcleo habitacional nas margens esquerda do rio Tibagi, foi disponibilizado, primeiramente, terras para um loteamento que visasse atender a demanda de trabalhadores das Indústrias Klabin. Com a iniciativa do engenheiro Horácio Klabin, firmou-se então um loteamento de 300 alqueires administrados pela Companhia Territorial Vale do Tibagi. Com o passar dos anos, novas moradias e novos loteamentos e vilas foram surgindo nas redondezas da Cidade Nova. Assim surgiu as casas do Alto das Oliveiras.
Originalmente as terras do Alto das Oliveiras eram de propriedade de Horácio Klabin e foi nessa localidade que foi instalada em 1957 a sede da Olibrasa - Companhia Olivateira Brasileira S/A. A referida empresa tinha como objetivo em plantar, cultivar e produzir olivas. Foram instalados no município viveiros para a produção de mudas de oliveiras. Cerca de 80 000 mudas foram inicialmente produzidas, incluindo 3 500 enxertos, tanto de variedades aclimatadas no Brasil como importadas da Argentina. As espécies foram selecionadas com a finalidade de produzir azeitonas para mesa e frutos para óleo. As principais variedades trabalhadas eram Mauzanilla, Arquenia, B24, Cuco, Arauco e Negrusco. O projeto inicial do empreendimento previa o cultivo de 400 mil árvores. Entretanto, devido a diversos fatores, a empresa tomou outros rumos e foi transferida para a Fazenda Santo André, no município de Castro. Mesmo assim, as pessoas continuaram a se referir a localidade como o "alto das oliveiras", devido a presença dessas árvores. Com o passar dos anos, a denominação acabou por batizar o nome do bairro.

## Infraestrutura

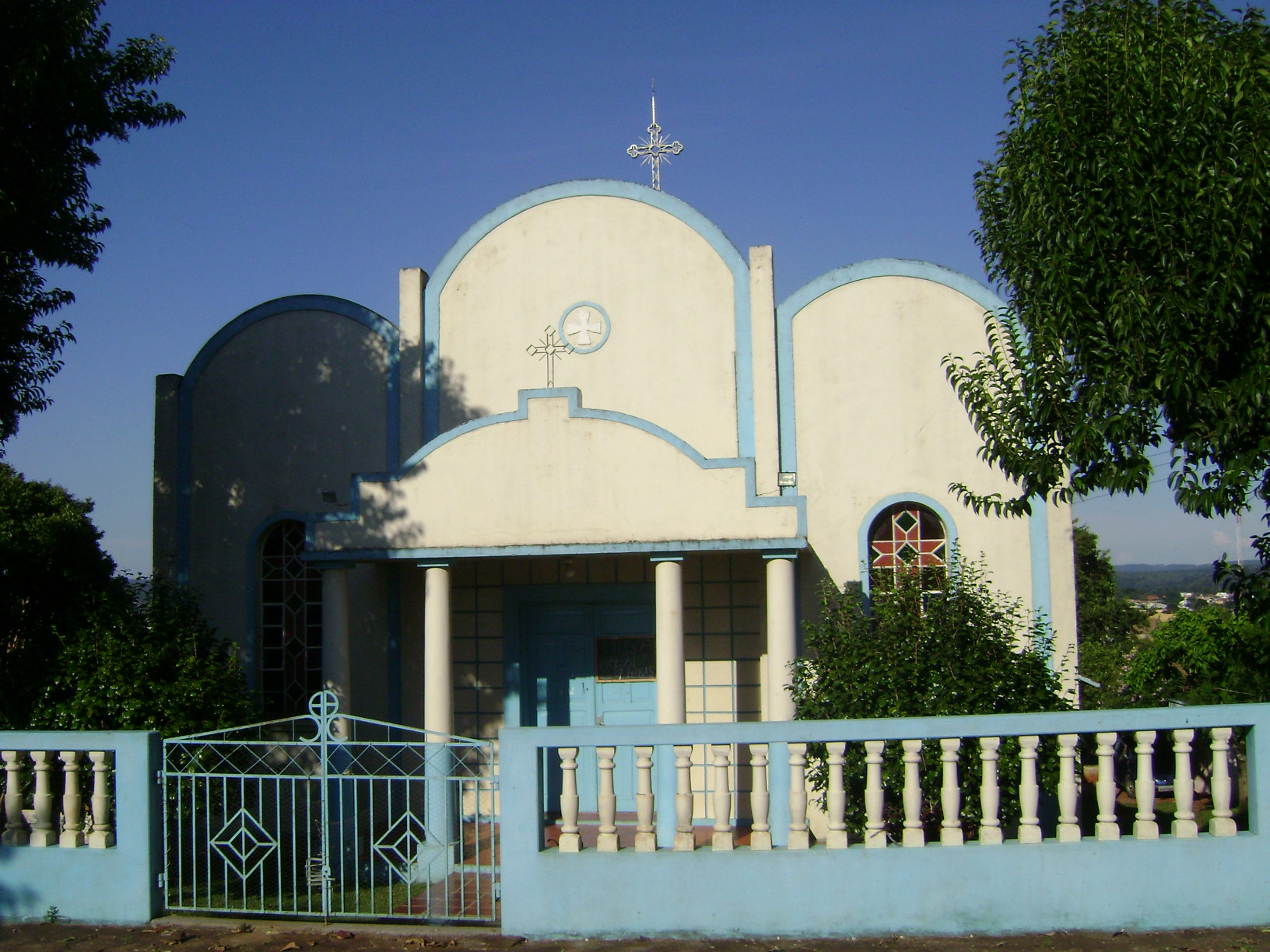
Capela São José Operário.

Atualmente no bairro está localizado vários órgãos públicos, entidades, igrejas, instituições de ensino, empresas e lojas comerciais. Destaca-se, por exemplo, a sede do Corpo de Bombeiros, a Secretaria Municipal de Saúde, o escritório da unidade do Instituto Paranaense de Assistência Técnica e Extensão Rural (Emater), a sede da Viação Nossa Senhora Aparecida (Vinsa), a Igreja de São José Operário (rito ucraniano) e a Feira do Produtor que conta com 28 boxes e oferta uma variedade em verduras, legumes, frutas, bolachas, biscoitos e doces.

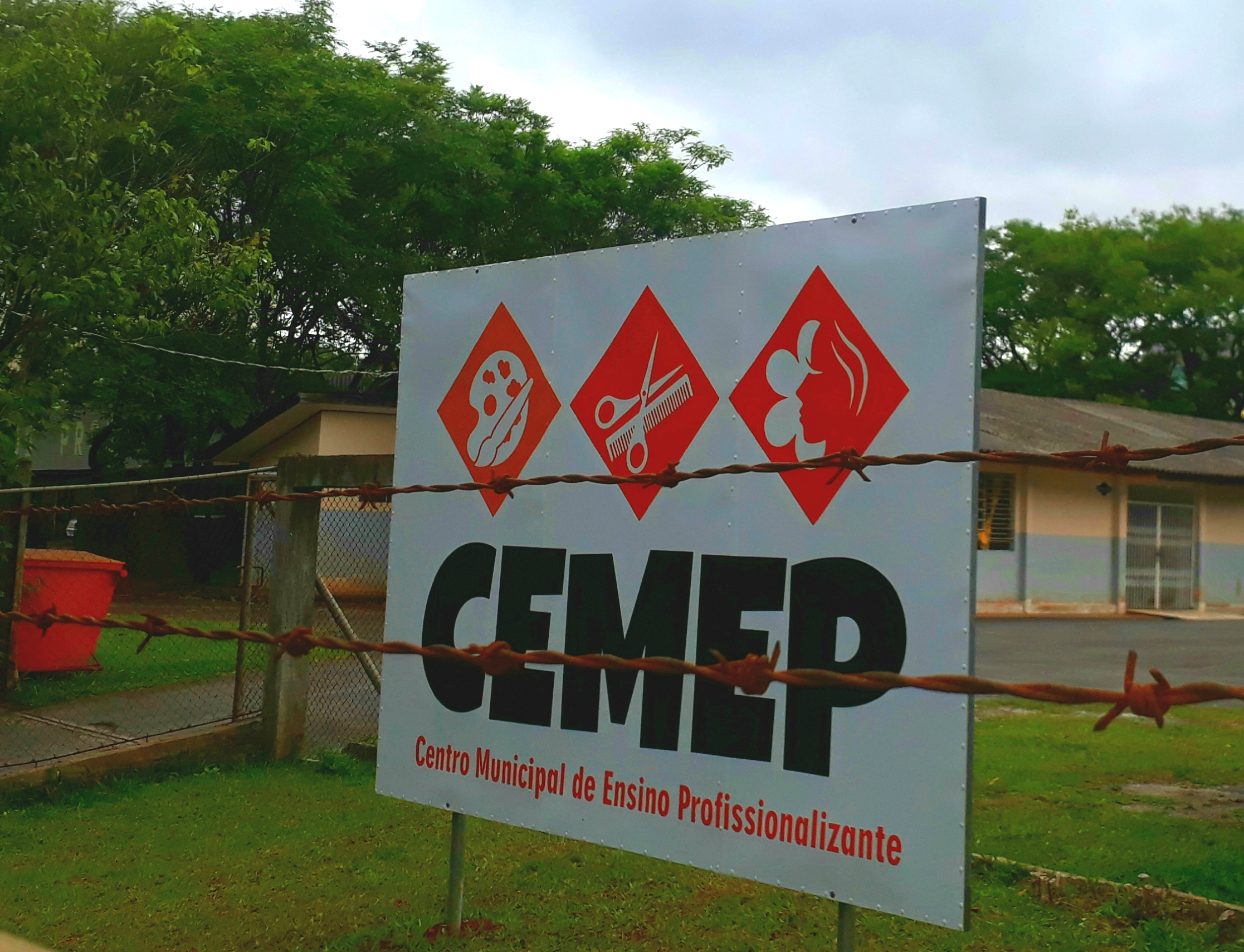
Centro Municipal de Ensino Profissionalizante (Cemep) de Telêmaco Borba.

Na área da saúde a comunidade conta com o atendimento da unidade básica de saúde (UBS) do bairro Alto das Oliveiras. Já o antigo prédio do Pronto Atendimento Municipal (PAM), localizado no bairro, foi transformado em Centro de Especialidades, com diversos atendimentos em especialidades médicas para todo o município. Em anexo ao mesmo prédio funciona o Centro Municipal de Reabilitação, com atendimentos nas áreas de fisioterapia, fonoaudiologia e estomias.
Na área da educação o bairro é atendido principalmente pelo Colégio Estadual Drº Marcelino Nogueira - Ensino Fundamental e Médio, localizado na alameda Washington Luís, já na divisa com o Bairro Socomim. Também na divisa com o bairro Socomim está localizado a Escola Municipal Marechal Arthur da Costa e Silva que atende o bairro nas séries iniciais do ensino fundamental. Na educação infantil conta com o Centro Municipal de Educação Infantil (Cmei) Monteiro Lobato. O bairro conta também com o Centro Municipal de Ensino Profissional (CEMEP) e a Associação de Pais e Amigos dos Excepcionais (APAE) fundada em 1976.
Em relação ao sistema viário, podem ser consideradas como as principais ruas do bairro a avenida Marechal Deodoro da Fonseca, a rua Afonso Pena, rua Getúlio Vargas e a alameda Washington Luís.